# Danelaw
Danelaw (/ˈdeɪnˌlɔː/, znan tudi kot Danelagh; dansko Danelagen; [[stara angleščina Dena lagu) je bil del Anglije, v katerem so veljali zakoni Dancev in prevladovali nad Angloaasi. Danelaw je v nasprotju z zahodnosaškim pravom in pravom Mercije. Izraz je bil prvič omenjen v začetku 11. stoletja kot Dena lage. Območja, ki so sestavljala Danelaw, ležijo v severni in vzhodni Angliji, kjer so dolgo živeli Danci in drugi Nordijci.
Danelaw izvira iz invazije Velike poganske vojske v Anglijo leta 865, vendar se izraz ni uporabljal za opis geografskega območja do 11. stoletja. Z naraščanjem prebivalstva in produktivnosti v Skandinaviji so vikinški bojevniki, ki so iskali zaklad in slavo na bližnjih britanskih otokih, »nadaljevali orati in se preživljati«, po besedah Anglosaške kronike iz leta 876.
Danelaw lahko opiše nabor pravnih izrazov in definicij, ustvarjenih v pogodbah med Alfredom Velikim, kraljem Wessexa, in Guthrumom, danskim vojskovodjo, napisanih po Guthrumovem porazu v bitki pri Edingtonu leta 878.
Leta 886 je bila formalizirana pogodba med Alfredom in Guthrumom, ki je določala meje njunih kraljestev z določbami o miroljubnih odnosih med Angleži in Vikingi. Na jezik, ki se govori v Angliji, je vplival ta spopad kultur, s pojavom anglo-nordijskih narečij.
Danelaw je v grobem obsegal teh sodobnih 15 okrožij: Leicestershire, Yorkshire, Nottinghamshire, Derbyshire, Lincolnshire, Essex, Cambridgeshire, Suffolk, Norfolk, Northamptonshire, Huntingdonshire, Bedfordshire, Hertfordshire, Middlesex in Buckinghamshire.

## Ozadje

### Skandinavski York
Od okoli leta 800 so bili valovi nordijskih napadov na obale Britanije in Irske. Leta 865 so Danci namesto plenitve izkrcali veliko vojsko v Vzhodni Angliji, z namenom osvojitve štirih anglosaških kraljestev v Angliji. Vojske različnih danskih voditeljev so sodelovale, da bi ustvarile eno združeno silo pod vodstvom, ki je vključevalo Halfdana Ragnarssona in Ivarja Brez kosti, sinova legendarnega vikinškega vodje Ragnarja Lodbroka. Združena vojska je bila v analih opisana kot Velika poganska vojska. Po sklenitvi miru z lokalnim vzhodnoangleškim kraljem v zameno za konje se je Velika poganska vojska premaknila proti severu. Leta 867 so zavzeli Northumbrio in njeno prestolnico York (»Jórvík«) ter premagali nedavno odstavljenega kralja Osberhta iz Northumbrije in uzurpatorja Ella iz Northumbrije. Danci so nato na prestol Northumbrije postavili Angleža, Ecgberhta I. iz Northumbrije, kot marionetnega vladarja.
Kralj Ethelred iz Wessexa in njegov brat Alfred Veliki sta vodila svojo vojsko proti Dancem pri Nottinghamu, vendar Danci niso hoteli zapustiti svojih utrdb. Kralj Burgred iz Mercije se je pogajal o miru z Ivarjem, pri čemer so Danci obdržali Nottingham v zameno za preostanek Mercije.
Pod Ivarjem Brez kosti so Danci leta 869 nadaljevali svojo invazijo s porazom nad kraljem Edmundom Vzhodne Anglije pri Hoxnu in osvojitvijo Vzhodne Anglije. Ponovno sta brata Ethelred in Alfred poskušala ustaviti Ivarja tako, da sta napadla Dance pri Readingu. Odvrnili so jih z velikimi izgubami. Danci so jih zasledovali in 7. januarja 871 sta Ethelred in Alfred premagala Dance v bitki pri Ashdownu. Danci so se umaknili v Basing (v Hampshiru), kjer je Ethelred napadel in bil nato poražen. Ivar je lahko sledil tej zmagi z drugo marca pri Meretumu (danes Marton, Wiltshire).
23. aprila 871 je kralj Ethelred umrl in Alfred ga je nasledil kot kralj Wessexa. Njegova vojska je bila šibka in je bil prisiljen plačati davek Ivarju, da bi sklenil mir z Danci. Med tem mirom so se Danci obrnili proti severu in napadli Mercio, pohod, ki je trajal do leta 874. Med tem pohodom je umrl danski voditelj Ivar. Ivarja je nasledil Guthrum, ki je končal pohod proti Merciji. V desetih letih so Danci pridobili nadzor nad Vzhodno Anglijo, Northumbrio in Mercijo, pri čemer se je upiral le Wessex.
Guthrum in Danci so leta 876 sklenili mir z Wessexom, ko so zavzeli trdnjavi Wareham in Exeter. Alfred je oblegal Dance, ki so se bili prisiljeni predati, potem ko so v neurju izgubili okrepitve. Dve leti pozneje je Guthrum ponovno napadel Alfreda in ga presenetil z napadom na njegove sile, ki so prezimovale v Chippenhamu. Kralj Alfred je bil rešen, ko so dansko vojsko, ki je prihajala iz njegovega ozadja, uničile manjvredne sile v bitki pri Cynuitu. Sodobna lokacija Cynuita je sporna, vendar predlogi vključujejo Countisbury Hill, blizu gradu Lynmouth, Devon ali Kenwith Castle, Bideford, Devon, ali Cannington, blizu Bridgwaterja, Somerset. Alfred se je moral nekaj časa skrivati, preden se je v začetku leta 878 vrnil, da bi zbral vojsko in napadel Guthruma pri Edingtonu. Danci so bili poraženi in so se umaknili v Chippenham, kjer jih je kralj Alfred oblegal in jih kmalu prisilil k predaji. Kot izraz predaje je kralj Alfred zahteval, da se Guthrum krsti kot kristjan; kralj Alfred je bil njegov boter.
Edvard I. starejši in njegova sestra Ethelfled Mercijska, sta osvojila danska ozemlja v Midlandsu in Vzhodni Angliji v nizu pohodov v 910-ih; nekaterim danskim velmožem, ki so se podredili, je bilo dovoljeno obdržati svoja ozemlja. Vikinška vladavina se je končala, ko je bil Eric Krvava sekira leta 954 pregnan iz Northumbrije.
Razlogi za valove priseljevanja so bili kompleksni in vezani na takratne politične razmere v Skandinaviji; zgodili so se, ko so vikinški naseljenci ugotavljali svojo prisotnost tudi na Hebridih, otoku Man, Orkneyjih, Shetlandih, Ferskih otokih, Irski, Islandiji, Grenlandiji, L'Anse aux Meadows, Franciji (Normandija), Baltiku, Rusiji in Ukrajini (glej Kijevska Rusija).

## Knut in njegovi nasledniki
Danci niso opustili svojih načrtov glede Anglije. Od leta 1016 do 1035 je Knut Veliki vladal združenemu angleškemu kraljestvu, ki je bilo samo plod oživljajočega se Wessexa, kot del njegovega severnomorskega imperija, skupaj z Dansko, Norveško in delom Švedske. Knuta je po njegovi smrti v Angliji nasledil njegov sin Harald Harefoot, dokler ni umrl leta 1040, nato pa je prestol zasedel drugi Knutov sin, Harthacanut. Ker je bil Harthacanut že na danskem prestolu, je to ponovno združilo severnomorski imperij. Harthacanut je živel le še dve leti in od njegove smrti leta 1042 do leta 1066 se je monarhija vrnila k angleški liniji v obliki Edvarda Spoznavalca.
Edvard je umrl januarja 1066 brez očitnega naslednika in angleški plemič Harold Godwinson je zasedel prestol. Kasneje istega leta sta dva tekmovalna kandidata za prestol v kratkem zaporedju vodila invazijo na Anglijo. Najprej je Harald Hardrada iz Norveške septembra zavzel York, vendar ga je Harold premagal v bitki pri Stamford Bridgeu v Yorkshiru. Nato je tri tedne pozneje Viljem Normandijski premagal Harolda v bitki pri Hastingsu v Sussexu in decembra sprejel podreditev Edgarja Ethelinga, zadnjega v vrsti anglosaškega kraljevega nasledstva, pri Berkhamstedu.
Danelaw se je v zakonodaji pojavil šele v zgodnjem 12. stoletju z Leges Henrici Primi, kjer se omenja kot eden od zakonov skupaj s tistima Wessexa in Mercije, na katera je bila razdeljena Anglija.

## Dansko-norveški konflikt v Severnem morju
V 11. stoletju, ko je kralj Magnus I. Norveški osvobodil Norveško izpod rok Knuta Velikega, so pogoji mirovne pogodbe določali, da bo prvi od dveh kraljev Magnus (Norveška) in Harthacanut (Danska), ki bo umrl, svojo oblast zapustil kot dediščino drugemu. Ko se je Edvard Spoznavalec povzpel na prestol združene dansko-saške Anglije, je bila norveška vojska dvignjena iz vseh norveške kolonij na Britanskem  otočju in napadla Edvardovo Anglijo v podporo Magnusu, po njegovi smrti pa je Anglijo njegovega brata Haralda Hardrada zahteval angleški prestol. Ob prevzemu Harolda Godwinsona po smrti Edvarda Spoznavalca je Hardrada s podporo Haroldovega brata Tostiga Godwinsona napadel Northumbrio in bil poražen v bitki pri Stamford Bridgeu, tri tedne pred zmago Viljema I. v bitki pri Hastingsu.

## Kronologija
793 − Vikinški napad na Lindisfarne
800 − Valovi danskih napadov na obale Britanskega otočja
865 − Danski roparji so se najprej začeli naseljevati v Angliji. Pod vodstvom bratov Halfdana in Ivarja Brez kosti so prezimili v Vzhodni Angliji, kjer so zahtevali in prejeli davek v zameno za začasni mir. Od tam so se premaknili proti severu in napadli Northumbrio, ki je bila sredi državljanske vojne med odstavljenim kraljem Osberhtom in uzurpatorjem Ello. Danci so civilne nemire izkoristili kot priložnost, da zavzamejo York, ki so ga oplenili in požgali.
867 − Po izgubi Yorka sta Osberht in Ella sklenila zavezništvo proti Dancem. Izvedli so protinapad, vendar so Danci ubili tako Osberhta kot Ello in na Northumbrijski prestol postavili marionetnega kralja. V odgovor je kralj Ethelred iz Wessexa skupaj s svojim bratom Alfredom krenil proti Dancem, ki so bili nameščeni za utrdbami v Nottinghamu, vendar jih ni uspelo potegniti v bitko. Da bi sklenil mir, je mercijski kralj Burgred odstopil Nottingham Dancem v zameno za preostanek Mercije nemoten.
868 − Danci zavzamejo Nottingham
869 − Ivar Brez kosti se je vrnil in zahteval davek od kralja Edmunda iz Vzhodne Anglije
870 − Kralj Edmund je zavrnil Ivarjevo zahtevo. Ivar je premagal in ujel Edmunda pri Hoxnu ter dodal Vzhodno Anglijo območju, ki so ga nadzorovali Danci. Kralja Ethelred in Alfred sta napadla Dance pri Readingu, vendar sta bila odbita z velikimi izgubami. Danci so jih zasledovali.
871 − 7. januarja sta se Ethelred in Alfred postavila v Ashdown (na tem, kar je Berkshire/North Wessex Downs zdaj v Oxfordshiru). Ethelreda na začetku bitke ni bilo mogoče najti, ker je bil zaposlen z molitvijo v svojem šotoru, zato je Alfred vodil vojsko v bitko. Ethelred in Alfred sta premagala Dance, ki so med svoje izgube šteli pet jarlov (plemičev). Danci so se umaknili in postavili utrdbe v Basingstokeu v Hampshiru, le 23 km od Readinga. Ethelred je napadel danske utrdbe in bil poražen. Danci so sledili še eni zmagi marca pri Meretumu (danes Marton, Wiltshire).
Kralj Ethelred je umrl 23. aprila 871 in Alfred je prevzel prestol Wessexa. Preostanek leta se je Alfred osredotočil na napade z majhnimi skupinami proti izoliranim skupinam Dancev. V tem prizadevanju je bil zmerno uspešen in je lahko dosegel manjše zmage proti Dancem, vendar je bila njegova vojska tik pred propadom. Alfred se je odzval s poplačilom Dancem za obljubo miru. Med mirom so se Danci obrnili proti severu in napadli Mercio, ki so jo v kratkem zavzeli in pri tem zavzeli London. Kralj Burgred iz Mercije se je tri leta zaman bojeval proti Ivarju Brez kosti in njegovim danskim zavojevalcem do leta 874, ko je pobegnil v Evropo. Med Ivarjevo kampanjo proti Merciji je umrl in nasledil ga je Guthrum starejši. Guthrum je hitro premagal Burgreda in na prestol Mercije postavil marioneto. Danci so zdaj nadzorovali Vzhodno Anglijo, Northumbrio in Mercio, le Wessex se je še naprej upiral.
875 − Danci so se naselili v Dorsetu, precej znotraj Alfredovega kraljestva Wessex, vendar je Alfred z njimi hitro sklenil mir.
876 − Danci so prekinili mir, ko so zavzeli trdnjavo Wareham, čemur je leta 877 sledilo podobno zavzetje Exeterja.
877 − Alfred je oblegal, Danci pa so čakali na okrepitve iz Skandinavije. Na žalost Dancev je flota okrepitev naletela na nevihto in izgubila več kot 100 ladij, Danci pa so se bili prisiljeni vrniti v vzhodno Mercio na severu.
878 − Januarja je Guthrum vodil napad na Wessex, s katerim je poskušal ujeti Alfreda, medtem ko je prezimoval v Chippenhamu. Druga danska vojska, ki je pristala v južnem Walesu, je prispela in se premaknila proti jugu z namenom prestreči Alfreda, če bi pobegnil pred Guthrumovimi silami. Vendar so se med svojim pohodom ustavili, da bi zavzeli majhno trdnjavo na hribu Countisbury, ki jo je držal Wessexov ealdorman po imenu Odda. Sasi, ki jih je vodil Odda, so napadli Dance, medtem ko so ti spali, in premagali njihove višje sile ter tako rešili Alfreda pred ujetostjo med obe vojski. Alfred se je moral preostanek zime in pomladi leta 878 skrivati v somersetskih močvirjih, da bi se izognil premočnim danskim silam. Spomladi je Alfredu uspelo zbrati vojsko in napasti Guthruma in Dance pri Edingtonu. Danci so bili poraženi in so se umaknili v Chippenham, kjer so jih Angleži zasledovali in oblegali Guthrumove sile. Danci niso mogli zdržati brez pomoči in so se kmalu predali. Alfred je kot pogoj za predajo zahteval, da se Guthrum krsti kot kristjan, s čimer se je Guthrum strinjal, pri čemer je Alfred deloval kot njegov boter. Guthrum je držal svojo besedo in se vsaj za nekaj časa naselil v Vzhodni Angliji.
884 − Guthrum je napadel Kent, vendar so ga Angleži premagali. To je privedlo do pogodbe med Alfredom in Guthrumom, ki je določila meje Danelawa in omogočila dansko samoupravo v regiji.
902 − Essex se je podredil Ethelwaldu.
903 − Ethelwald je spodbudil vzhodnoangleške Dance, da so prekinili mir. Opustošili so Mercijo, preden so osvojili pirovo zmago, ki je pomenila smrt Ethelwalda in danskega kralja Eohrica; to je Edvardu starejšemu omogočilo utrditev oblasti.
911 − Angleži so premagali Dance v bitki pri Tettenhallu. Northumbrijci so opustošili Mercio, vendar jih je Edward ujel v past in se jih prisilil v boj.
917 − V zameno za mir in zaščito sta kraljevini Essex in Vzhodna Anglija sprejeli Edvarda starejšega za svojega suzerena.
918 − Okrožje Leicester se je mirno podredilo Ethelfledini vladavini. Prebivalci Yorka so obljubili, da jo bodo sprejeli kot svojo gospodarico, vendar je umrla, preden se je to lahko uresničilo. Nasledil jo je njen brat, kraljestva Mercia in Wessex, združena v osebi kralja Edvarda.
919 − Norveški Vikingi pod dublinskim kraljem Ragnvaldom Sygtryggssonom so zavzeli York.
920 − Edvarda so kot očeta in gospodarja sprejeli škotski kralj, Rægnold, Eadulfovi sinovi, Angleži, Norvežani, Danci in drugi, ki so vsi živeli v Northumbriji, ter kralj in ljudje Strathclyde Welsh.
954 − Kralj Eric je bil izgnan iz Northumbrije, njegova smrt pa je pomenila konec možnosti za severno vikinško kraljestvo, ki se razteza od Yorka do Dublina in otočja.
1002 – pokol Dancev na dan sv. Brica
1066 − Harald Hardrada se je izkrcal z vojsko v upanju, da bo prevzel nadzor nad Yorkom in angleško krono. V bitki pri Stamford Bridgeu je bil poražen in ubit. Ta dogodek se pogosto navaja kot konec vikinške dobe. Istega leta je Viljem Osvajalec, tudi sam potomec Vikingov, uspešno zasedel angleški prestol in postal prvi normanski kralj Anglije.
1069 − Sven II. Danski se je izkrcal z vojsko, podobno kot Harald Hardrada. Prevzel je nadzor nad Yorkom, potem ko je porazil normansko garnizijo in spodbudil lokalno vstajo. Kralj Viljem je na koncu premagal te sile in opustošil regijo v Harryingu severa.
1075 − Eden od Svenovih sinov, Knut, je odplul proti Angliji, da bi podprl angleški upor, vendar je bil zatrt, preden je prišel, zato se je zadovoljil s plenjenjem mesta York in okolice, preden se je vrnil domov.
1085 − Knut, zdaj kralj, je načrtoval veliko invazijo na Anglijo, vendar zbrana flota ni nikoli izplula. Razen Øystein II. Norveškega, ki je izkoristil državljansko vojno med Štefanovo vladavino, da je oplenil vzhodno obalo Anglije, po tem ni bilo resnejših vpadov ali napadov Dancev na Anglijo.

## Geografija
Območje, ki ga je zasedal Danelaw, je bilo približno območje severno od črte med Londonom in Chesterjem, razen dela Northumbrije vzhodno od Penninov.
Pet utrjenih mest je postalo posebej pomembnih v Danelawu: Leicester, Nottingham, Derby, Stamford in Lincoln, ki so na splošno razmejila območje, ki se danes imenuje East Midlands. Te trdnjave so postale znane kot Pet okrožij. Borough izhaja iz staroangleške besede burh (sorodna z nemško Burg, kar pomeni 'grad'), kar pomeni utrjeno in obzidano ograjen prostor, v katerem je več gospodinjstev, od velikega zapora do utrjenega mesta. Pomen se je od takrat naprej razvijal.

## Pravni pojmi
Danelaw je bil pomemben dejavnik pri vzpostavitvi civilnega miru v sosednjih anglosaških in vikinških skupnostih. Vzpostavil je na primer enakovrednosti na področjih pravnih sporov, kot je znesek odškodnine, ki bi ga bilo treba plačati v wergildih (znan tudi kot človeška cena (krvni denar) - denarna vrednost za življenje osebe, plačana kot denarna kazen ali kot odškodnina za družino osebe, če je bila ta oseba ubita ali poškodovana s strani drugega).
Številni legalistični koncepti so bili združljivi; na primer, vikinški wapentake, standard za delitev zemlje v Danelawu, je bil dejansko zamenljiv s härad. Uporaba kraja usmrtitve in pokopališča v Walkington Woldu v vzhodnem Yorkshiru kaže na kontinuiteto sodne prakse.
Po zakonu Danelaw je imelo med 30 % in 50 % prebivalstva na podeželju pravni status sokeman, ki je zavzemal vmesni položaj med svobodnimi najemniki in obvezniki. To je pomenilo večjo avtonomijo kmetov. Sokeman je bil svoboden človek znotraj gospodarjevega sokeja ali jurisdikcije.
Po mnenju mnogih učenjakov je bil »... Danelaw še posebej 'svobodno' območje Britanije, ker so se pripadniki danske vojske, iz katerih so sokemeni izhajali, naselili na tem območju in uvozili svoj družbeni sistem«.

## Zapuščina
Vpliv tega obdobja skandinavske poselitve je še vedno viden v Severni Angliji in Vzhodnem Midlandsu in je še posebej očiten v imenih krajev: končnice imen, kot so -howe, -by (kar pomeni 'vas') ali -thorp ('zaselek') so nordijskega izvora. Zdi se, da obstaja izjemno veliko imen Kirby/Kirkby, nekatera z ostanki anglosaške stavbe, kar kaže na nordijsko poreklo in zgodnjo cerkveno gradnjo. Skandinavska imena, pomešana z angleškim -ton, povzročajo tipična hibridna krajevna imena.
Stara vzhodnonordijščina in stara angleščina sta bili med seboj še nekoliko razumljivi. Stik med tema jezikoma v Danelawu je povzročil vključitev številnih nordijskih besed v angleški jezik, vključno s samo besedo law, sky in window ter zaimki tretje osebe they, them in their. Veliko staronordijskih besed je še vedno ohranjenih v narečjih severne Anglije.
Štiri od petih okrožij so postala okrajna mesta – okrožij Leicestershire, Lincolnshire, Nottinghamshire in Derbyshire. Stamfordu ni uspelo pridobiti takšnega statusa - morda zaradi bližnjega avtonomnega ozemlja Rutland.

## Genetska dediščina
Leta 2000 je BBC naročil genetsko raziskavo Britanskega otočja, ki jo je izvedla skupina z University College London, ki jo je vodil profesor David Goldstein za svoj program 'Blood of the Vikings'. Ugotovil je, da so se nordijski (norveški) osvajalci sporadično naselili po Britanskem otočju s posebno koncentracijo na določenih območjih, kot so Orkneyjski otoki in Shetlandski otoki. Študija ni imela za cilj genetskega razlikovanja potomcev danskih Vikingov od potomcev anglosaških naseljencev. To je bilo odločeno na podlagi dejstva, da sta zadnji dve skupini izvirali iz območij, ki se med seboj prekrivajo na celinski obali Severnega morja (od polotoka Jutland do Belgije) in sta bili zato pretežki za genetsko razlikovanje. 10-letna genetska študija, objavljena leta 2020, je našla dokaze o velikem pritoku danskih naseljencev v Anglijo v obdobju Vikingov.

## Arheologija
Večjih arheoloških najdišč, ki pričajo o Danelawu, je malo. Najbolj znano je najdišče v Yorku. Drugo mesto Danelaw je mesto upepeljevanja v Heath Woodu, Ingleby, Derbyshire.
Arheološka najdišča ne potrjujejo zgodovinsko opredeljenega območja kot prave demografske ali trgovske meje. To je lahko posledica napačne razporeditve predmetov in značilnosti, na katerih temelji ta presoja, ki kažejo bodisi na anglosaško ali nordijsko prisotnost. V nasprotnem primeru bi to lahko pomenilo, da je med območji prišlo do precejšnjega gibanja prebivalstva ali preprosto, da po sklenitvi pogodbe ena ali obe strani ni upoštevala pogodbe.
Thynghowe je bil pomembno zbirališče Danelaw, ki je danes v gozdu Sherwood v Nottinghamshiru. Beseda howe pogosto označuje prazgodovinsko grobišče. Howe izhaja iz staronordijske besede haugr, kar pomeni gomila. Najdišče so ponovno odkrili Lynda Mallett, Stuart Reddish in John Wood. Najdišče je izginilo s sodobnih zemljevidov in je bilo v bistvu izgubljeno za zgodovino, dokler ga navdušenci lokalne zgodovine niso ponovno odkrili. Strokovnjaki menijo, da bi lahko ponovno odkrito mesto, ki leži sredi starih hrastov na območju, znanem kot Birklands v Sherwoodskem gozdu, prineslo tudi namige o mejah starodavnih anglosaških kraljestev Mercie in Northumbrije. English Heritage je pred kratkim pregledala lokacijo in meni, da je nacionalna redkost. Thynghowe je bil kraj, kamor so ljudje prihajali reševati spore in vprašanja. To je nordijska beseda, čeprav je najdišče morda še starejše, morda celo iz bronaste dobe.